# 望日 (作家)
望日（1983年—），本名謝文傑，香港小說家，星夜出版創辦人，台灣推理作家協會國際成員。

## 經歷
望日早於中學及大學時代已熱愛文字創作，擔任校報出版工作。大學畢業後曾任香港政府一級行政主任，但因性格與工作不合，漸漸失去對工作的熱誠。在《南華早報》的訪問中，望日透露自己在擔任公僕期間「有感人生苦短，而且仍對寫作念念不忘」，於是在2013年辭職，開始全職寫作。
2015年以科幻小說《黑色信封》出道（「覺醒．潛能系列」首作），在同年香港書展出版了系列的第二和第三部作品《白色異境》和《粉紅少女》，但因銷情不理想，出版社擱置了結局篇的出版計劃。望日覺得結局篇無法出版等同辜負了讀者的支持，同時有感科幻和推理小說在香港的出版市場常被忽視，於是創辦獨立出版社星夜出版，繼續出版自己的作品外，還希望能與有潛質和有志創作的香港作家一同發展。
2019年，他獲邀成為Melon科幻大會上的講者，以作家及出版人的身分分享讓科幻作品接觸到更多讀者的心得。同年香港書展，主題為「科幻與推理文學」，望日獲邀擔任兩場講座的講者，分享如何成為推理／科幻作家和華文科幻創作歷程。
2021年，望日籌劃與參與的《偵探冰室——香港推理小說合集》獲第三屆「香港出版雙年獎」文學及小說類出版獎，並入選台灣文化部「第43次中小學生讀物選介」。
於2022年擔任周末文學推理創作坊導師，主題為「在水泥叢林中尋覓真相——推理小說創作／賞析基礎及經驗分享」。同年9月赴國立臺北藝術大學攻讀文學跨域創作研究所，他期望能藉此提升個人寫作水平，並擴展人脈，為未來的出版計畫和推廣港台兩地的華文創作鋪路。
2023年以〈安心出殯〉入圍第二十一屆台灣推理作家協會徵文獎決選。同年以首部長篇推理小說《小說殺人》獲「這本超好推！年度推理選書」華文作品組人氣推薦及讀墨年度華文大獎文學類Top 100華文作家。
2024年，望日入選臺灣文學基地駐村作家。其著作《小說殺人》獲「BOOK☆WALKER票選：年度海外華文小說人氣獎」。

## 創作風格和文學觀點
望日初出道時的科幻小說「覺醒．潛能系列」，在敘事和用字上結合了校園小說和網絡小說的特點，並融入了知識性的謎題，在當時的香港小說裡屬新穎的寫法。他熱愛科學，認為科學早已融入日常生活，期望藉著這個作品系列拉近讀者與科學的距離，並借小說去探討科學與道德的界線。
望日與曹志豪合著的拳擊圖文小說《死角》，是他第一次創作的運動故事。有別於他過去內容較為靜態的作品，這次為了以文字展現出拳擊的爽快和緊張感，他表示要不斷幻想角色的每個動作，並不時觀看真實的拳擊比賽來作參考，感覺十分新鮮和有挑戰性。雖然在這次創作中，他大致上要依照曹志豪提供的故事框架來創作，但他仍在故事中加插了少量推理元素，藉此帶出男女主角互相猜測的暗戀關係。
望日認為推理小說重視探求真相和邏輯推理的過程，讀者需要擁有一定的教育程度和渴望追求公義的心。他認為香港是適合推廣推理小說的地方，因此籌劃了《偵探冰室——香港推理小說合集》一書，希望能夠藉著此書把當時的香港、香港人的生活和想法記錄下來，令本地社會議題得到關注，並推廣香港推理小說。

## 作品列表

### 科幻小說

#### 覺醒．潛能系列
- 黑色信封（2015年4月，日閱堂）
- 白色異境（2015年6月，日閱堂）
- 粉紅少女（2015年7月，日閱堂）
- 深藍少年（2017年1月，星夜出版）

#### 中短篇科幻小說集
- 時間旅行社（2019年7月，星夜出版）

### 推理小說

#### 長篇
- 小說殺人（2022年7月，香港星夜出版；2023年7月，台灣蓋亞文化）

#### 短篇
- 豪宅 - 收錄於《偵探冰室——香港推理小說合集》（2019年7月，香港星夜出版；2020年2月，台灣蓋亞文化）
- 那陣揚起黃色斗篷的陰風 - 收錄於《偵探冰室・靈》（2020年7月，香港星夜出版；2020年9月，台灣蓋亞文化）
- 離人 - 收錄於《偵探冰室・疫》（2021年7月，香港星夜出版；2021年11月，台灣蓋亞文化）
- 老虎家族 - 收錄於《偵探冰室・貓》（2022年7月，香港星夜出版；2022年10月，台灣蓋亞文化）
- 海龜湯 - 收錄於《偵探冰室・食》（2023年7月，香港星夜出版；2023年12月，台灣蓋亞文化）
- 安心出殯 - 收錄於《0037（第二十一屆台灣推理作家協會徵文獎作品集）》（2023年7月，博識出版）
- 宦官 - 收錄於《偵探冰室・劇》（2024年7月，香港星夜出版；2024年11月，台灣蓋亞文化）

### 其他類型小說
- 當愛情變成一場遊戲（2016年7月，星夜出版）
- 有冇搞錯！我畀左成千蚊人情去飲，竟然九道菜全部都係橙（2017年7月，星夜出版）
- 等價交換店（2018年7月，星夜出版）
- 崩塔：B-SIDE（2023年7月，星夜出版）

### 合著
- 死角（2017年12月，P.Plus）- 圖／故事：曹志豪，文字：望日
- 崩塔（2023年7月，格子）- 漫畫主筆：鄧俊棠，編劇：望日

### 其他短篇
- 紙達尼號 - 收錄於《無形》Vol 52（2022年8月，香港文學生活館）
- 雙面刺 - 收錄於《皇冠》第837期 2023/11（2023年10月，鑫濤出版）

## 改編作品
2021年7月，《有冇搞錯！我畀左成千蚊人情去飲，竟然九道菜全部都係橙》獲劇場空間改編為讀劇，在香港大會堂演奏廳公演四場。

## 外部連結
- 望日的Facebook專頁
- 望日的Instagram帳戶